# 坂井市立大関小学校
坂井市立大関小学校（さかいしりつ おおぜきしょうがっこう）は、福井県坂井市坂井町にある坂井市立小学校。

## 沿革
- 1873年（明治6年）9月1日 - 上関、下関、東、西、蔵垣内、大味、東中野の組合いで、西村常照寺を借り西村小学校を創設。
- 1874年（明治7年）8月 - 大味小学校を創設する。
- 1875年（明治8年）5月 - 下関小学校を新築する。
- 1879年（明治12年）6月 - 西隆盛小学校を創設する。
- 1892年（明治25年）6月 - 下関、大味、西隆盛の3小学校は位置はそのままで校名を下関尋常小学校として届ける。
- 1901年（明治34年）9月 - 校名を大関尋常高等小学校と改称。
- 1906年（明治39年）3月 - 大味、西、東、東中野、蔵垣内の5区が大関尋常小学校より分割し、西尋常小学校を設置。
- 1910年（明治43年）10月 - 大関尋常高等小学校及び西尋常小学校の両校を統合。
- 1912年（明治45年）7月 - 現在地に1村1校として新築する。
- 1941年（昭和16年）4月 - 学制改革により大関国民学校と改称。
- 1947年（昭和22年）4月 - 大関小学校と改称。
- 1948年（昭和23年）
  - 6月28日 - 福井地震のため、全校倒壊。
  - 12月 - 南校舎・中校舎・宿直室・小使室が新築落成。
- 1952年（昭和27年）8月 - 北校舎・中校舎・行動が新築落成。
- 1956年（昭和31年）4月 - 本館・音楽室が新築落成。
- 1962年（昭和37年）7月 - プールが竣工。
- 1981年（昭和56年）3月 - 改築体育館が竣工。
- 1982年（昭和57年）1月 - 改築校舎が竣工。
- 1990年（平成2年）2月 - プールが完成。
- 2004年（平成16年）10月 - 北校舎教室・理科室新築落成。
- 2006年（平成18年） - 坂井市発足により、現校名へ改称。
- 2009年（平成21年）9月 - 体育館耐震工事完了。

## 通学区域
- 下関・上関・東・蔵垣内・西・東中野・大味[1]

## 進学先中学校
- 市立坂井中学校[1]

## 交通
- えちぜん鉄道 三国芦原線 大関駅より 1.5km(直線)